# Danh sách vương triều Ai Cập
Trong lịch sử Ai Cập cổ đại, mỗi vương triều là thời kỳ mà các vị pharaon cùng chung dòng tộc hoặc trong cùng gia đình nối tiếp cai trị vương quốc.
Ai Cập cổ đại được phân thành 31 vương triều pharaon. Quan tư tế Ai Cập Manetho được xem là người đầu tiên đưa ra cách phân chia này trong tác phẩm Aegyptiaca của ông, cuốn sách có lẽ được viết cho những nhà lãnh đạo nói tiếng Hy Lạp thời Vương triều Ptolemaios. Tên gọi Vương triều thứ 31 không phải do Manetho đề nghị là mà do người ta đặt sau này.
Lãnh thổ của một số vương triều có thể chỉ bao gồm một phần diện tích Ai Cập hiên nay và cũng có một số vương triều tồn tại song song cùng với các vương triều khác, với thủ đô là những thành phố khác nhau. Vương triều thứ 7 đôi khi bị coi là không hoàn toàn tồn tại một cách rõ ràng, Vương triều thứ 10 có vẻ là sự tiếp nối của Vương triều thứ 9, và có thể đã tồn tại một tiền thời kỳ được gọi là Thời kỳ Naqada III, xảy ra trước khi Vương triêu thứ Nhất bắt đầu.
Trang này liệt kê tên các bài viết khác nhau về các vương triều của Ai Cập cổ đại.

## Danh sách các vương triều

### Thời kỳ Sơ triều đại của Ai Cập
- Vương triều thứ Nhất (3050–2890 TCN)
- Vương triều thứ Hai (2890–2686 TCN)

### Cổ Vương quốc Ai Cập
- Vương triều thứ Ba (2686–2613 TCN)
- Vương triều thứ Tư (2613–2498 TCN)
- Vương triều thứ Năm (2498–2345 TCN)
- Vương triều thứ Sáu (2345–2181 TCN)

### Thời kỳ Chuyển tiếp thứ Nhất của Ai Cập
- Vương triều thứ Bảy và thứ Tám (2181–2160 TCN)[1]
- Vương triều thứ Chín (2160–2130 TCN)
- Vương triều thứ Mười (2130–2040 TCN)
- Tiền Vương triều thứ Mười một (2134–1991 TCN)[2]

### Thời kỳTrung Vương quốc Ai Cập
- Hậu Vương triều thứ Mười một (2134–1991 TCN)
- Vương triều thứ Mười hai (1991–1803 TCN)
- Vương triều thứ Mười ba (1803–1649 TCN)
- Vương triều thứ Mười bốn (1705–1690 TCN)

### Thời kỳ Chuyển tiếp thứ Hai của Ai Cập
- Vương triều thứ Mười lăm (1674–1535 TCN)
- Vương triều thứ Mười sáu (1660–1600 TCN)
- Vương triều Abydos (1650–1600 TCN)
- Vương triều thứ Mười bảy (1650–1549 TCN)

### Thời kỳTân Vương quốc Ai Cập
- Vương triều thứ Mười tám (1549–1292 TCN)
- Vương triều thứ Mười chín (1292–1189 TCN)
- Vương triều thứ Hai mươi (1189–1077 TCN)

### Thời kỳ Chuyển tiếp thứ Ba của Ai Cập
- Vương triều thứ Hai mươi mốt (1069–945 TCN)
- Vương triều thứ Hai mươi hai (945–720 TCN)
- Vương triều thứ Hai mươi ba (837–728 TCN)
- Vương triều thứ Hai mươi bốn (732–720 TCN)
- Vương triều thứ Hai mươi lăm (732–653 TCN)

### Thời kỳHậu nguyên của Ai Cập cổ đại
- Vương triều thứ Hai mươi sáu (672–525 TCN)
- Vương triều thứ Hai mươi bảy (525–404 TCN)
- Vương triều thứ Hai mươi tám (404–398 TCN)
- Vương triều thứ Hai mươi chín (398–380 TCN)
- Vương triều thứ Ba mươi (380–343 TCN)
- Vương triều thứ Ba mươi mốt (343–332 TCN)

### Thời kỳAi Cập thuộc Hy Lạp
- Vương triều Argead (332–305 TCN)
- Ai Cập thuộc Hy Lạp (305–30 TCN)